# King's Chapel
La King's Chapel (chapelle du roi) est une église unitarienne de Boston, dans l'État du Massachusetts.  Le premier édifice fut construit en 1688 et était en bois. Elle fut construite sur un cimetière car les puritains de Boston ne voulaient pas vendre un terrain pour ériger une église anglicane. L'église actuelle fut construite en pierre entre 1749 et 1754. La cloche actuelle a été fondue en Angleterre et montée en 1772. Aujourd'hui, elle fait partie du parcours touristique du Freedom Trail.
En 1785, la King's Chapel a quitté l'église anglicane et est devenue la première église unitarienne aux États-Unis. Aujourd'hui elle est affilliée au Unitarian Univeralist Association of Congregations.
Le cimetière adjacent homonyme contient les tombes de John Winthrop et William Dawes.